# Karcsú orsócsiga
A karcsú orsócsiga (Ruthenica filograna) Európában honos, a tüdőscsigákhoz tartozó szárazföldi csigafaj.

## Megjelenése

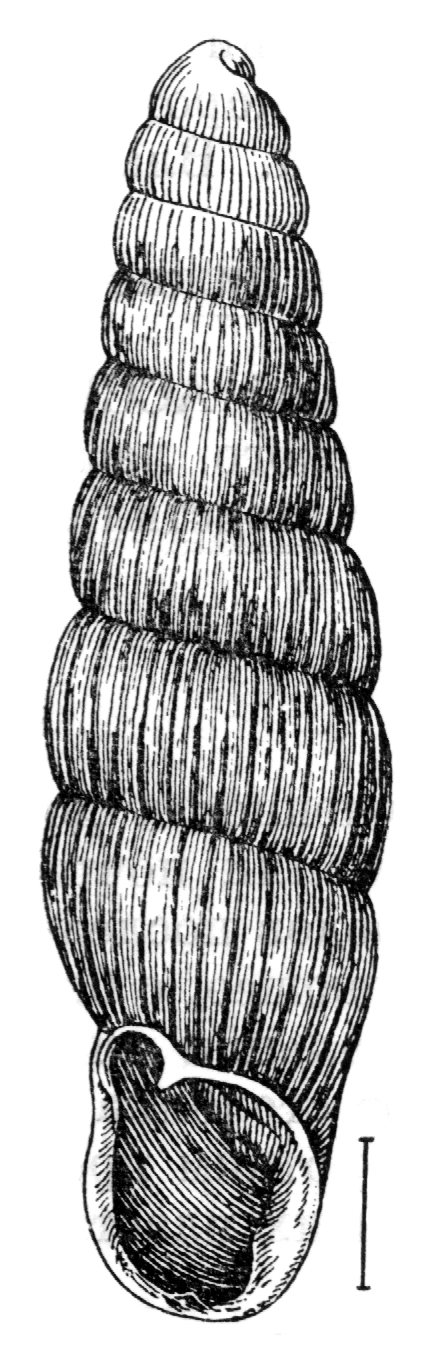
A karcsú orsócsiga háza. A vonal 1 mm-t jelez

A csigaház 7,5–9 mm magas, 2-2,2 mm széles, 9-10 kanyarulatból áll. Alakja megnyúlt orsóformájú, balra csavarodó, csúcsa tompa. A héj színe fakó sárgásbarna, jól láthatóan bordázott. A bordák egymástól viszonylag távol fekszenek, az utolsó előtti kanyarulaton 30-40 számlálható meg belőlük. Többé-kevésbé kerek szájadéka bal felső részén kiöblösödik. A szájadék alakja nagy variabilitást mutat, de ez az egyes populációk földrajzi elkülönítésére nem alkalmas. 

## Elterjedése és életmódja
A karcsú orsócsiga Közép-és Kelet-Európában él Észtországtól Bulgáriáig, az Alpokban és az Itáliai-félszigeten. Erdélyben az 1500 m alatti hegyvidéken gyakori. Németországban veszélyeztetett.
Hegyvidéki, nedves erdők lakója, ahol az avarban, fatörzsek, kövek alatt található meg. Hűvös és száraz időben a talajba ássa be magát.
Magyarországon védett, természetvédelmi értéke 5000 Ft.